# Die Hard
Cet article concerne l'ensemble de la série de films. Pour le premier film homonyme de cette saga, voir Piège de cristal.
 Pour plus de détails, voir Fiche technique et Distribution
Die Hard est une série de films d'action américains. Ayant eu un succès populaire notable en termes de recettes,,,, elle a également été adaptée en jeux vidéo. Bruce Willis joue le rôle principal, celui de John McClane.
La série est composée de cinq épisodes:
- Piège de cristal (Die Hard), sorti en 1988 ;
- 58 minutes pour vivre (Die Hard 2: Die Harder), sorti en 1990 ;
- Une journée en enfer ou Marche ou crève au Québec (Die Hard with a Vengeance), sorti en 1995 ;
- Die Hard 4 : Retour en enfer ou Vis libre ou crève au Québec (Live Free or Die Hard), sorti en 2007 ;
- Die Hard : Belle journée pour mourir ou  Une belle journée pour crever au Québec (A Good Day to Die Hard), sorti en 2013.

Un sixième épisode, provisoirement intitulé McClane ou Die Hard 6: Die Hardest, devait être réalisé par Len Wiseman avec Bruce Willis. Cependant, en août 2019, il est annoncé que Disney (qui a acquis la 21st Century Fox) envisage un reboot plutôt qu'un sixième film avec Bruce Willis.
D'autant plus que l'interprète principal, Bruce Willis s'est fait diagnostiquer une aphasie en 2022, ce qui a mis un terme à sa carrière et ne pourra donc plus jamais incarner le célèbre lieutenant John McClane.

## Synopsis

### Piège de cristal
À l'occasion du réveillon de Noël, John McClane, lieutenant de la police de New York, décide d'aller rendre visite à sa femme Holly à Los Angeles, malgré leur séparation et leur relation tumultueuse. Holly travaille pour une entreprise japonaise, qui inaugure son immense tour, le Nakatomi Plaza. C'est ce jour que choisit le criminel Hans Gruber pour mettre à exécution son plan de dérober 640 millions de dollars au palace et de prendre le personnel sur place en otage, la femme de McClane y compris. John, qui a échappé à l'assaut mais qui est toujours prisonnier du gratte-ciel, part alors en guerre contre les preneurs d'otages et les élimine un par un. Il ne peut compter que sur l'aide d'Al Powell, un policier posté à l'extérieur.

### 58 minutes pour vivre
Après s'être réconcilié avec sa femme, John part à Los Angeles pour être transféré dans les forces de police locales. À l'approche de Noël suivant, McClane attend l'avion de sa femme qui va se poser à l'aéroport international de Washington-Dulles. Des mercenaires prennent le contrôle de l'aéroport, contrôlant les communications avec les appareils en vol qui ignorent tout et menaçant de les faire s'écraser si l'on ne libère pas un prisonnier. Sa femme étant à l'intérieur de l'un des avions, McClane réussit une fois de plus à éliminer à lui seul la quasi-totalité des forces ennemies et à secourir sa femme.

### Une journée en enfer
Après s'être à nouveau séparé de Holly, John travaille à nouveau à la police de New York. Cette fois, John doit empêcher des bombes d'exploser dans toute la ville, tout en essayant de se soustraire aux exigences les plus tordues d'un certain Simon. John embarque dans ses péripéties un Afro-Américain nommé Zeus.

### Die Hard 4: Retour en enfer
En 2007, John McClane est toujours flic à New York. Ses anciennes méthodes lui valent d'être peu accepté par la nouvelle génération de policiers. Souffrant d'être divorcé de sa femme, il tente d'établir des liens avec sa fille Lucy. Il est alors chargé de protéger Matt Farrell, un jeune hacker très doué, mais ce dernier est victime d'une tentative d'assassinat. John doit donc le protéger tout en mettant fin aux agissements d'un pirate informatique doublé d'un organisateur hors pair. Il doit aussi sauver sa fille, kidnappée par les terroristes.

### Die Hard: Belle journée pour mourir
John McClane se rend en Russie pour libérer son fils Jack, emprisonné. Il apprend que ce dernier est en réalité un agent de terrain de la CIA. Il devait récupérer un dossier contenant des preuves pouvant compromettre l'ascension de Viktor Chagarin, un homme politique russe haut placé. C'est Yuri Komarov, prisonnier, qui est à l'origine de ce dossier. Jack arrive à s'échapper de prison avec Yuri, et lui propose un marché : son extradition de Russie en échange du dossier. Yuri accepte, mais il se fait enlever par Alik et son équipe, qui travaillent pour Viktor. Eux aussi veulent récupérer le dossier, avec l'intention de le détruire.

## Fiche technique
|                                | Piège de cristal (1988)                       | 58 minutes pour vivre (1990)                  | Une journée en enfer (1995)           | Retour en enfer (2007) | Belle journée pour mourir (2013) |
| ------------------------------ | --------------------------------------------- | --------------------------------------------- | ------------------------------------- | ---------------------- | -------------------------------- |
| Titre québécois (si différent) |                                               |                                               | Marche ou crève: Vengeance définitive | Vis libre ou crève     | Une belle journée pour crever    |
| Titre original                 | Die Hard                                      | Die Hard 2: Die Harder                        | Die Hard with a Vengeance             | Live Free or Die Hard  | A Good Day to Die Hard           |
| Réalisateurs                   | John McTiernan                                | Renny Harlin                                  | John McTiernan                        | Len Wiseman            | John Moore                       |
| Scénaristes                    | Steven E. de SouzaJeb Stuart                  | Steven E. de SouzaDoug Richardson             | Jonathan HensleighRoderick Thorp      | Mark Bomback           | Skip Woods                       |
| Monteur                        | John F. LinkFrank J. Urioste                  | Stuart BairdRobert A. Ferretti                | John Wright                           | Nicolas De Toht        | Dan Zimmerman                    |
| Producteurs                    | Charles Gordon (en)Lawrence GordonJoel Silver | Charles Gordon (en)Lawrence GordonJoel Silver | John McTiernanMichael Tadross         | Michael Fottrell       | Alex Young                       |
| Musique                        | Michael Kamen                                 | Michael Kamen                                 | Michael Kamen                         | Marco Beltrami         | Marco Beltrami                   |
| Photographie                   | Jan de Bont                                   | Oliver Wood                                   | Peter Menzies Jr.                     | Simon Duggan           | Jonathan Sela                    |
| Dates de sortie États-Unis     | 15 juillet 1988                               | 4 juillet 1990                                | 19 mai 1995                           | 27 juin 2007           | 14 février 2013                  |
| Dates de sortie France         | 21 septembre 1988                             | 3 octobre 1990                                | 2 août 1995                           | 4 juillet 2007         | 20 février 2013                  |
| Durée                          | 132 minutes                                   | 123 minutes                                   | 128 minutes                           | 129 minutes            | 98 minutes                       |
| Budget                         | 28 000 000 $                                  | 70 000 000 $                                  | 90 000 000 $                          | 110 000 000 $          | 92 000 000 $                     |
| Genre                          | action policier                               | action policier                               | action policier                       | action policier        | action policier                  |
| Pays d'origine                 | États-Unis                                    | États-Unis                                    | États-Unis                            | États-Unis             | États-Unis                       |
| Distributeur                   | 20th Century Fox                              | 20th Century Fox                              | 20th Century Fox                      | 20th Century Fox       | 20th Century Fox                 |
| Distributeur                   | 20th Century Fox                              | Fox-Hachette                                  | Gaumont                               | 20th Century Fox       | 20th Century Fox                 |

## Distribution
| Interprètes                   | Piège de cristal (1988) | 58 minutes pour vivre (1990) | Une journée en enfer (1995) | Retour en enfer (2007)  | Belle journée pour mourir (2013) |
| ----------------------------- | ----------------------- | ---------------------------- | --------------------------- | ----------------------- | -------------------------------- |
| John McClane                  | Bruce Willis            | Bruce Willis                 | Bruce Willis                | Bruce Willis            | Bruce Willis                     |
| Holly Gennero McClane         | Bonnie Bedelia          | Bonnie Bedelia               | (Voix seulement)            |                         |                                  |
| Al Powell                     | Reginald VelJohnson     | Reginald VelJohnson          |                             |                         |                                  |
| Richard Thornburg             | William Atherton        | William Atherton             |                             |                         |                                  |
| Lucy Gennero McClane          | Taylor Fry              |                              |                             | Mary Elizabeth Winstead | Mary Elizabeth Winstead          |
| John « Jack » McClane Jr.     | Noah Land               |                              |                             |                         | Jai Courtney                     |
| Hans Gruber                   | Alan Rickman            |                              | Alan Rickman (flashback)    |                         |                                  |
| Karl Vreski                   | Alexander Godunov       |                              |                             |                         |                                  |
| Harry Ellis                   | Hart Bochner            |                              |                             |                         |                                  |
| Dwayne T. Robinson            | Paul Gleason            |                              |                             |                         |                                  |
| Argyle                        | De'voreaux White        |                              |                             |                         |                                  |
| Colonel William Stuart        |                         | William Sadler               |                             |                         |                                  |
| Capitaine Lorenzo             |                         | Dennis Franz                 |                             |                         |                                  |
| Commandant Grant              |                         | John Amos                    |                             |                         |                                  |
| Général Ramon Esperanza       |                         | Franco Nero                  |                             |                         |                                  |
| Leslie Barnes                 |                         | Art Evans                    |                             |                         |                                  |
| Trudeau                       |                         | Fred Thompson                |                             |                         |                                  |
| Marvin                        |                         | Tom Bower                    |                             |                         |                                  |
| Zeus Carver                   |                         |                              | Samuel L. Jackson           |                         |                                  |
| Simon Peter Gruber            |                         |                              | Jeremy Irons                |                         |                                  |
| Walter Cobb                   |                         |                              | Larry Bryggman              |                         |                                  |
| Joe Lambert                   |                         |                              | Graham Greene               |                         |                                  |
| Connie Kowalski               |                         |                              | Colleen Camp                |                         |                                  |
| Mathias Targo                 |                         |                              | Nick Wyman                  |                         |                                  |
| Katya                         |                         |                              | Sam Phillips                |                         |                                  |
| Matthew « Matt » Farrell      |                         |                              |                             | Justin Long             |                                  |
| Thomas Gabriel                |                         |                              |                             | Timothy Olyphant        |                                  |
| Frederick « Warlock » Kaludis |                         |                              |                             | Kevin Smith             |                                  |
| Miguel Bowman                 |                         |                              |                             | Cliff Curtis            |                                  |
| Mai Linh                      |                         |                              |                             | Maggie Q                |                                  |
| Trey                          |                         |                              |                             | Jonathan Sadowski       |                                  |
| Yuri Komarov                  |                         |                              |                             |                         | Sebastian Koch                   |
| Irina Komarov                 |                         |                              |                             |                         | Yuliya Snigir                    |
| Alik                          |                         |                              |                             |                         | Rasha Bukvic                     |
| Mike Collins                  |                         |                              |                             |                         | Cole Hauser                      |
| Viktor Chagarin               |                         |                              |                             |                         | Sergei Kolesnikov                |

## Accueil

### Critique
| Film                                 | Rotten Tomatoes     | Metacritic            | Allociné             |
| ------------------------------------ | ------------------- | --------------------- | -------------------- |
| Piège de cristal                     | 93% (74 critiques)  | 72⁄100 (14 critiques) | 3,6⁄5 (9 critiques)  |
| 58 minutes pour vivre                | 68% (63 critiques)  | 67⁄100 (17 critiques) | 2,6⁄5 (5 critiques)  |
| Une journée en enfer                 | 52% (62 critiques)  | 58⁄100 (19 critiques) | 3,2⁄5 (5 critiques)  |
| Die Hard 4 : Retour en enfer         | 82% (208 critiques) | 69⁄100 (34 critiques) | 3,7⁄5 (23 critiques) |
| Die Hard : Belle journée pour mourir | 15% (226 critiques) | 28⁄100 (41 critiques) | 1,7⁄5 (9 critiques)  |

### Box-office
| Films                                | Année  | Recettes au box-office | Recettes au box-office | Recettes au box-office | Entrées France | Budget        | Réf(s) |
| Films                                | Année  | États-Unis Canada      | Reste du monde         | Mondial                | Entrées France | Budget        | Réf(s) |
| ------------------------------------ | ------ | ---------------------- | ---------------------- | ---------------------- | -------------- | ------------- | ------ |
| Piège de cristal                     | 1988   | 83 008 852 $           | 57 759 104 $           | 140 767 956 $          | 655 545        | 28 000 000 $  | ,      |
| 58 minutes pour vivre                | 1990   | 117 540 947 $          | 122 490 147 $          | 240 031 094 $          | 995 836        | 70 000 000 $  | ,      |
| Une journée en enfer                 | 1995   | 100 012 499 $          | 266 089 167 $          | 366 101 666 $          | 3 458 382      | 90 000 000 $  | ,      |
| Die Hard 4 : Retour en enfer         | 2007   | 134 529 403 $          | 249 002 061 $          | 383 531 464 $          | 2 272 369      | 110 000 000 $ | ,      |
| Die Hard : Belle journée pour mourir | 2013   | 67 349 198 $           | 237 304 984 $          | 304 654 182 $          | 1 824 376      | 92 000 000 $  | ,      |
| Totaux                               | Totaux | 502 440 899 $          | 932 645 463 $          | 1 435 086 362 $        | 9 206 508      | 390 000 000 $ | [ 32 ] |

## Concept
La saga met en vedette un policier, le lieutenant John McClane, qui n'a pas peur de recourir aux méthodes musclées pour mettre fin aux agissements criminels d'adversaires peu scrupuleux. En même temps, il vit des problèmes personnels qui minent sa vie professionnelle. Dans chacun des films, McClane est confronté à des terroristes nombreux, rusés, lourdement armés et impitoyables (en général, des anciens militaires reconvertis dans le banditisme). Tous les films se caractérisent par un dialogue direct (par téléphone) avec le chef des terroristes. Ces échanges ne manquent pas d'humour et marquent à chaque fois une gradation dans l'action. McClane affronte les terroristes et les tue toujours à lui seul, bénéficiant rarement d'aide extérieure et d'autres armes que son pistolet. Les films contiennent beaucoup de scènes d'action, le travail d'enquête progressant au fur et à mesure que les différents obstacles sont vaincus.

### Évolution de la trame narrative
Les enjeux grandissent au fur et à mesure du déroulement de la saga. Ainsi, les cibles des terroristes sont de plus en plus grandes. Dans Piège de cristal, les terroristes tiennent une trentaine d'otages dans un gratte-ciel. Dans 58 minutes pour vivre, ils menacent des centaines de passagers par la prise de contrôle d'un aéroport. Dans Une journée en enfer, la ville de New York est soufflée par diverses explosions. Dans Die Hard 4 : Retour en enfer, ce sont les États-Unis en entier qui sont menacés et pour finir, dans Die Hard : Belle journée pour mourir, le monde entier est visé.
En conséquence, les actions de John McClane sont aussi spectaculaires. Il élimine les terroristes à l'aide d'armes à feu dans le premier film, il fait exploser un avion dans le deuxième, fait s'écraser un hélicoptère à l'aide de filins électriques dans le troisième. Dans le quatrième film, il fait exploser un hélicoptère en propulsant une voiture dessus et plus tard, furieux d'avoir été battu au corps à corps par une femme dans les camp des bandits, il la percute avec une voiture.

## Produits dérivés

### Jeux vidéo
- 1989 : Die Hard
- 1990 : Die Hard sur PC-Engine et Nes
- 1991 : Die Hard
- 1996 : Die Hard Trilogy sur PlayStation, Saturn et PC
- 1997 : Die Hard Arcade (ou Dynamite Deka) sur Saturn
- 2000 : Die Hard Trilogy 2: Viva Las Vegas sur PlayStation
- 2002 : Die Hard : Piège de cristal sur PC
- 2002 : Die Hard: Vendetta sur GameCube, PlayStation 2 et Xbox